# 風炉先屏風
風炉先屏風（ふろさきびょうぶ）は茶道具の一つで、広間の点前の際に道具畳の向こう側に置く2つ折りの屏風のこと。これを置くことによって、道具を引き立てる意味あいがある。単に風炉先と呼ぶこともある。高さ2尺4寸、片幅3尺5分、五分角、鳥の子白張、蝋色縁のものを基本とし、これを利休形と呼ぶが、実際には多種多様なものがある。なお幅に関しては、利休形は京間の畳に合うように作られており、中京間、江戸間の場合は、その幅にあわせて作られる。

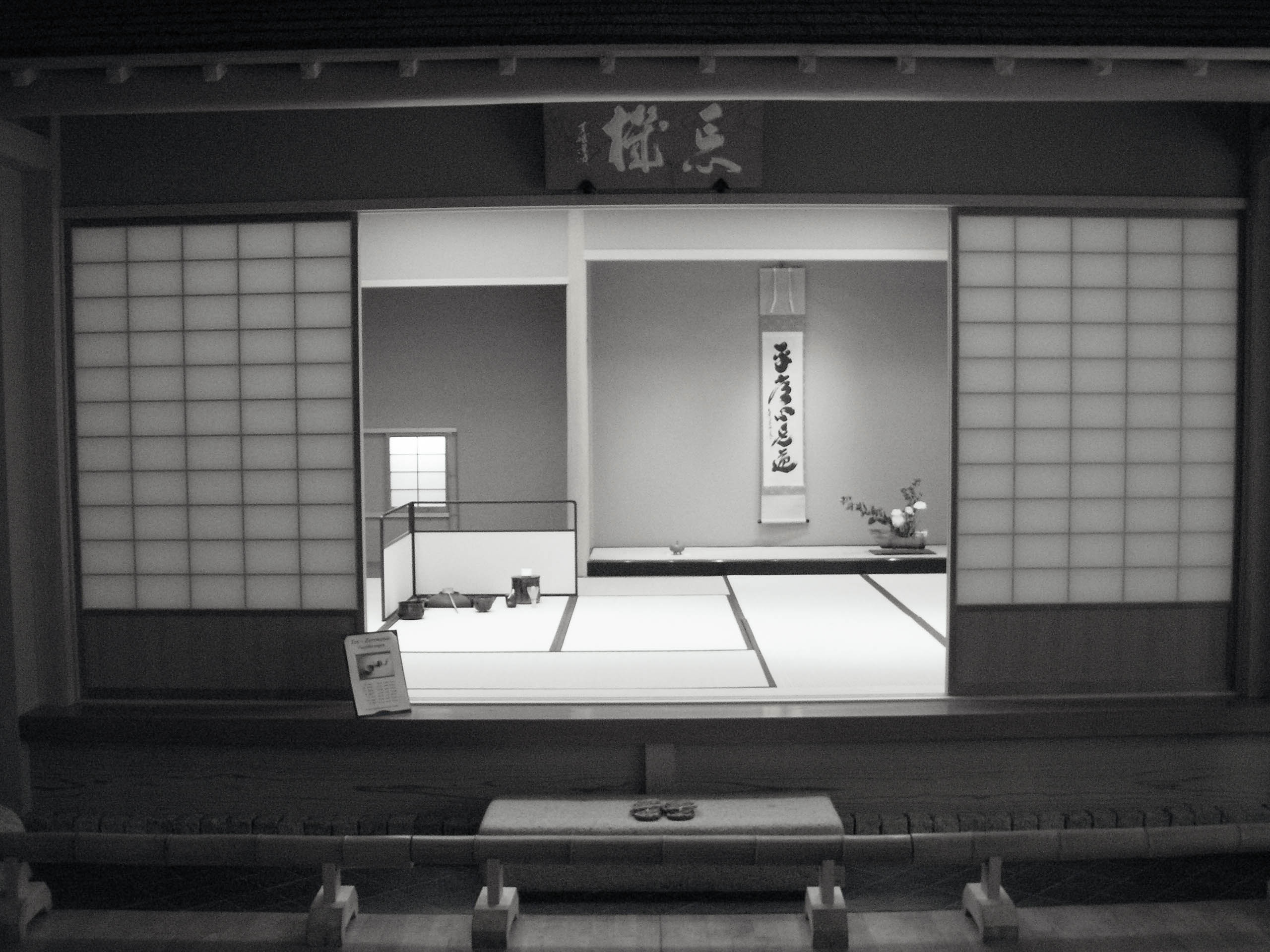
画面左手、炉の奥に立つのが風炉先。